# 블라디미르 프첼린체프
블라디미르 니콜라예비치 프첼린체프(러시아어: Владимир Николаевич Пчелинцев; 1919년 8월 30일 – 1997년 7월 27일)는 제2차 세계 대전 중 소련의 저격수였다. 152명의 적군을 사살한 공로로 1942년 소비에트 연방영웅 칭호를 받았으며, 류드밀라 파블리첸코와 함께 미국으로 소련 대표단으로 참여했다. 그의 회고록 중 하나에서는 456명의 적군을 사살했다고 주장했지만, 대부분의 역사가들은 사살 기록이 152명 정도라고 본다.

## 어린 시절
프첼린체프는 1919년 8월 20일 탐보프에서 태어났다. 그의 아버지는 붉은 군대 지휘관이었다. 어린 시절 그의 가족은 모스크바, 레닌그라드, 야로슬라블로 이주했다가 1936년 페트로자보츠크에 정착하여 1938년 고등학교를 졸업했다. 학창 시절에는 체조와 등산을 좋아했지만, 사격 스포츠에서 가장 큰 성공을 거두었으며, 도시 및 공화국 사격 대회에서 여러 차례 우승했다.
1938년 프첼린체프는 레닌그라드 광업 연구소의 지질 탐사 학부 지구 물리학 전문 과정에 입학하여 1941년 6월에 성공적으로 이수했다. 1939년, 그는 학업 중 오소비아힘 저격수 학교에서 저격수 자격을 취득했다. 1940년 2월 22일에는 1등급 사격 선수가 되었고, 1940년 3월 14일에는 소련 스포츠 명예 칭호를 받았다. 1940년 4월 27일에는 3등급 사격 스포츠 강사가 되었다.

## 제2차 세계 대전
1941년 6월 독일의 소련 침공 이후, 프첼린체프는 1941년 7월 붉은 군대에 자원입대하기 전까지 카렐리야에서 국방 건설에 종사했다. 처음에는 레닌그라드 거리 순찰 임무를 맡은 NKVD 제83전투대대에 배정되었다. 9월에는 제11독립소총여단 제5소총대대 정찰 소대장으로 최전선에 파견되었다. 9월 6일, 그의 대대는 네브스카야 두브롭카 마을 근처 네바강 우안에 진지를 구축하여 붉은 군대의 후퇴 부대를 엄호했다. 1941년 9월 8일, 독일 국방군의 진격하는 기동 기계화 부대가 대대 진지에 접근했고, 이날 프첼린체프는 저격 소총으로 진격하는 독일군 두 명을 사살하며 그의 저격 기록을 시작했다.
프첼린체프의 전투 사살 기록이 적군 병사 및 장교 36명에 달하자, 그는 첫 번째 학생 그룹(8명)을 위한 저격 훈련을 시작했으며, 제8군 레닌스키 푸트 육군 신문을 통해 다른 저격수들에게 경험 교환을 조직할 것을 제안했다.
1942년 1월, 그는 같은 여단 내 제2독립대대로 전출되어 저격 임무를 맡았고, 레닌그라드 전선군에서 저격수 운동을 확립하는 데 역할을 했다. 같은 달, 프첼린체프와 그의 학생들은 콜투시에서 육군 저격수 집회에 초대되었다. 1942년 2월 6일, 그는 첫 102명의 사살 기록으로 소비에트 연방영웅 칭호를 받았고, 2월 22일 스몰니에서 열린 레닌그라드 전선군 최고 저격수 회의에서 소비에트 연방영웅 훈장과 개인 저격 소총을 수여받았다. 1942년 5월 말까지 프첼린체프는 144명의 독일군 병사와 장교를 사살했다. 1942년 7월, 그는 전선에서 소환되어 모스크바 중앙 저격수 교관 학교의 교사로 임명되어 45명의 새로운 저격수를 훈련시켰다.
1942년 8월부터 1943년 1월까지 그는 니콜라이 크라사프첸코와 류드밀라 파블리첸코와 함께 대표단으로 미국에 머물렀다. 그들은 국제 반파시스트 학생 회의를 위해 워싱턴 D.C.에 도착했다. 도착 당일 백악관에 초대되어 미국 대통령의 손님으로 밤을 보냈다. 방문 셋째 날, 세 대표는 라디오에서 연설했다. 그들의 연설은 워싱턴의 주요 라디오 방송국에서 방송되었다. 그들은 나치와의 싸움 경험에 대해 이야기했다.
미국에서 8월 28일에 방송된 특별 라디오 방송은 파블리첸코, 크라사프첸코, 프첼린체프의 도착을 자세히 묘사했다. 아침 신문에는 그들의 사진, 그들과의 대화, 워싱턴 도착에 대한 자세한 설명이 실렸다.
프첼린체프는 저격수의 기술에 대해 연설하며 다음과 같이 결론지었다.
우리는 이길 수 있고 이길 것이다. 이오시프 스탈린이 그렇게 말했으니, 그렇게 될 것이다.

세 대표는 그 후 소련 외교 대표단의 일원으로 캐나다와 잉글랜드를 방문하기 위해 파견되었다. 소련으로 돌아온 후 그는 저격수 학교에서 가르치는 일을 재개했지만, 학교 졸업생들을 위한 전투 훈련을 실시하고 "저격수 사냥"에 나서기 위해 여러 차례 현역군으로 갔다.
1943년 1월부터 1944년 2월까지 프첼린체프는 저격수 학교의 탄도학 연구실을 이끌었으며, 10월에는 비스트렐 과정을 졸업했다. 1945년 1월, 그는 외국인 송환 담당 부서의 보좌관이 되었다. 신뢰할 만한 소식통에 따르면 그는 150명에서 154명의 적군을 사살하고 45명의 새로운 저격수를 훈련시켰지만, 프첼린체프는 자신의 회고록에서 456명의 사살 기록을 주장했다.
1943년 1월까지 나의 전투 점수는 이미 154발로 152명의 파시스트를 사살한 것이었다. 그리고 전쟁 내내 이 숫자는 456명으로 늘어났다.

## 전후
1947년 외국인 송환 업무를 떠난 프첼린체프는 군에 남았다. 그는 제2차 세계 대전에서 소련과 동맹을 맺었던 많은 서방 국가들을 방문했다. 1952년 5월, 그는 레닌그라드의 부됸니 군사 통신 아카데미를 졸업했다.
1952년 6월부터 1954년 2월까지 프첼린체프는 볼로다르스크의 전투기 항공 방어 훈련 센터에서 공중 무선 장비 선임 엔지니어로 근무했다. 그 후 소련 전투기 항공 방어 사령부의 실험 무선 기술 스테이션 선임 엔지니어가 되었으며, 1954년 5월까지 그 자리에 머물다가 공군 과학 기술 위원회의 상임 위원 보좌관이 되었다. 그는 1955년 5월 그 직책을 떠나 폴란드에 주둔한 공군 북부군 무선 기술 서비스 부서의 부서장이 되었다.
1959년 3월부터 1960년 12월까지 프첼린체프는 발트 군관구 사령부의 소련 방공군 무선 공학 부서장을 역임했으며, 그 후 1964년까지 같은 사령부의 작전 지휘 무선 대책 부서장을 역임했다. 1964년 9월, 그는 방공군 참모부의 전자전 부서장이 되었고, 1968년 12월부터 1975년 3월까지 방공군 참모부의 전자전 서비스 책임자를 역임했다.
그 재직 기간 동안 프첼린체프는 동구권 국가들을 방문하고 1968년 베트남에 파견된 소련 전자전 전문가 그룹을 이끌었다. 1970년, 프첼린체프는 소모전 기간 동안 소비에트 연방원수 파벨 바티츠키 공군 최고 사령관이 이끄는 장교 및 장군 그룹의 일원으로 이집트의 공군 방어를 조직하기 위해 이집트에 파견되었다. 그는 또한 전자전 계획 자문으로 1975년에 이집트에 갔다.
1976년 대령 계급으로 군에서 은퇴한 후, 프첼린체프는 소련 사격 스포츠 연맹 제1부회장과 전연방 "저격수" 클럽 중앙 이사회 의장을 역임했다. 그는 모스크바주 발라시하시에 거주했다. 그는 송환 위원회에서 일했으며 청소년들과의 군사 애국 활동에 적극적으로 참여했다. 그는 1997년 7월 22일 모스크바주 자랴에서 사망했으며, 니콜로-아르항겔스크 묘지에 묻혔다.

## 수상

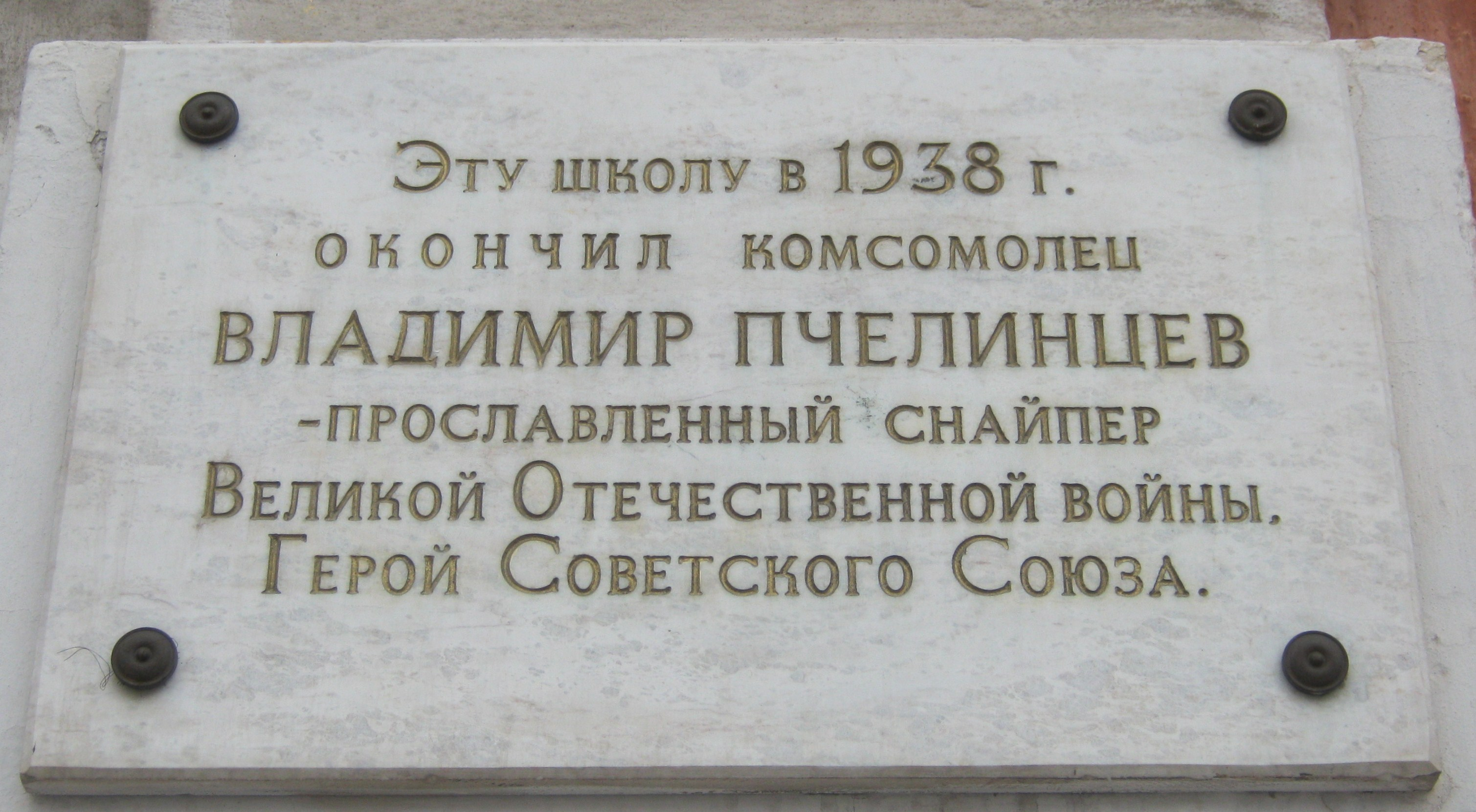
페트로자보츠크 9번 학교 건물에 있는 기념 명판

- 소비에트 연방영웅 (1942년 2월 6일)
- 레닌 훈장 (1942년 2월 6일)
- 애국 전쟁 훈장 1급 (1985년 3월 11일)
- 적성훈장 (1956년 12월 30일)
- 소련군 조국 수호 공훈 훈장 3급 (1956년 4월 20일)
- 전역 및 기념 메달